# Kaple Navštívení Panny Marie (Malá Svatá Hora)
Kaple Navštívení Panny Marie na Malé Svaté Hoře je pozdně barokní stavba, podle památkářů architektonicky střídmá, ale zajímavá klasicistní kaple, stojící osamoceně při staré cestě na Příbram Svatou Horu., postavená na mírně vyvýšeném  místě v roce 1809 Edmundem Chvalkovským (z Prahy) za přispění mníšeckého hraběte Josefa z Unwerthu (poskytl pozemek a stavební materiál). Vysvěcena byla pražským světícím biskupem Janem Rychlovským 5. května 1811. Nachází se v jihozápadní části katastrálního území Mníšek pod Brdy, u mimoúrovňové křižovatky dálnice D4 mezi Mníškem pod Brdy a Voznicí, u staré Dobříšské silnice nedaleko odbočky do Kytína. V sousedství kaple je restaurace Malá Svatá Hora a zastávka autobusu.

## Malá Svatá hora
Kaple se nachází v polovině cesty mezi Prahou a Příbramí; často zde proto odpočívali poutníci při cestě na Svatou Horu. K pojmenování místa přispěl i fakt, že za jasného počasí odtud bylo možné spatřit věže svatohorského chrámu.

## Interiér
Hlavní oltář je rokokový. Plochu nad portálem prolamuje okno s odsazeným segmentovým záklenkem, uzavřené dříve plechovým obrazem s P. Marii Kytínskou. Jednolodní prostor založený na čtvercovém půdorysu ukončuje lehce odsazená apsida. Součástí výzdoby je křížová cesta a sochy světců – sv. Antonína Poustevníka, sv. Prokopa, sv. Pavla a sv. Ivana. 
Dveře hlavního vstupu jsou dvoukřídlé kované, zdobené páskou a stylizovaným rostlinným ornamentem.
Bohoslužby v kapli se konají pouze po předchozí domluvě.
Před kaplí stojí velký kamenný kříž. Ke kapli vede několik schodů, částečně stíněných starou lípou, značně poničenou vichřící v roce 2022.